# Guillermo Riveros
Guillermo Riveros (10 de fevereiro de 1902- 8 de outubro de 1959) foi um futebolista chileno. Ele competiu na Copa do Mundo de 1930, sediada no Uruguai.